# Nuoto al XVIII Festival olimpico estivo della gioventù europea
Le competizioni di nuoto al XVIII Festival olimpico estivo della gioventù europea si stanno svolgendo dal 21 al 25 luglio 2025 a Skopje, in Macedonia del Nord

## Podi

### Ragazzi
| Evento               | Oro                                                                    | Tempo    | Argento                                                                   | Tempo    | Bronzo                                                                   | Tempo    |
| -------------------- | ---------------------------------------------------------------------- | -------- | ------------------------------------------------------------------------- | -------- | ------------------------------------------------------------------------ | -------- |
| Stile libero         |                                                                        |          |                                                                           |          |                                                                          |          |
| 50 m                 | Mikita Liakh                                                           | 22"73    | Ádám Oláh                                                                 | 23"42    | Rodolfo Alecrim                                                          | 23"46    |
| 100 m                | Daniele Fiorelli                                                       | 51"89    | Mikita Liakh                                                              | 52"18    | Rodolfo Alecrim                                                          | 52"43    |
| 200 m                | Luca Marinescu                                                         | 1'54"26  | Luca Soriani                                                              | 1'54"78  | Makar Yakhno                                                             | 1'55"37  |
| 400 m                | Zétény Sárkány                                                         | 4'01"05  | Filip Gero                                                                | 4'01"10  | Shon Fomberg Kozka                                                       | 4'01"20  |
| 1500 m               | Makar Yakhno                                                           | 15'45"60 | Shon Fomberg Kozka                                                        | 15'50"05 | Zétény Sárkány                                                           | 15'59"71 |
| Dorso                |                                                                        |          |                                                                           |          |                                                                          |          |
| 100 m                | Francesco Cecconi                                                      | 56"89    | Patryk Przyczyna                                                          | 57"62    | Isak Đokic                                                               | 57"73    |
| 200 m                | Austin Manley                                                          | 2'04"84  | Giorgio Sartori                                                           | 2'05"12  | Anass Lahrach                                                            | 2'05"62  |
| Rana                 |                                                                        |          |                                                                           |          |                                                                          |          |
| 100 m                | Maksim Malyshka                                                        | 1'03"27  | Kostiantyn Fediuchuk                                                      | 1'04"20  | Šimon Studnička                                                          | 1'04"43  |
| 200 m                | Maksim Malyshka                                                        | 2'16"88  | Kostiantyn Fediuchuk                                                      | 2'19"28  | Šimon Studnička                                                          | 2'20"51  |
| Farfalla             |                                                                        |          |                                                                           |          |                                                                          |          |
| 100 m                | Arel Gültekin                                                          | 53"61    | Alberto Madrid Prado                                                      | 54"35    | Boris Bandiera                                                           | 55"77    |
| 200 m                | Arel Gültekin                                                          | 2'00"33  | Alberto Madrid Prado                                                      | 2'04"01  | Marios Vlachakis                                                         | 2'04"33  |
| Misti                |                                                                        |          |                                                                           |          |                                                                          |          |
| 200 m                | Austyn Manley                                                          | 2'07"23  | Mikita Liakh                                                              | 2'07"60  | Sergio Villen Moreno                                                     | 2'08"88  |
| 400 m                | Makar Yakhno                                                           | 4'31"25  | Filip Gero                                                                | 4'32"95  | Cezar Stoica                                                             | 4'35"19  |
| Staffette            |                                                                        |          |                                                                           |          |                                                                          |          |
| 4x100 m stile libero | Italia Daniele Fiorelli Francesco Cecconi Luca Soriani Jacopo Apicerni | 3'29"12  | Gran Bretagna Patryk Przyczyna Nikolai Sisnett Xander Tovey Austin Manley | 3'31"16  | Germania Theodor Büscher Elias Himmelsbach Jannis Kube Nils Woddow       | 3'31"23  |
| 4x100 m misti        | Turchia Arel Gültekin Eymen Batu İbolar Serhat Kasal Sarp Barkın Hasay | 3'49"60  | Italia Francesco Cecconi Boris Bandiera Vincenzo Maniaci Daniele Fiorelli | 3'50"80  | Gran Bretagna Austyn Manley Patryk Przyczyna Nikolai Sisnett Tyler Stone | 3'50"85  |

### Ragazze
| Evento               | Oro                                                                         | Tempo   | Argento                                                                  | Tempo   | Bronzo                                                                                             | Tempo   |
| -------------------- | --------------------------------------------------------------------------- | ------- | ------------------------------------------------------------------------ | ------- | -------------------------------------------------------------------------------------------------- | ------- |
| Stile libero         |                                                                             |         |                                                                          |         | |         |
| 50 m                 | Irene Ciércoles Galve                                                       | 25"75   | Anastasiya Vasilenko                                                     | 26"16   | Gabriela Bortlisz                                                                                  | 26"20   |
| 100 m                | Alessandra Mao                                                              | 54"98   | Barbara Leśniewska                                                       | 55"06   | Irene Ciércoles Galve                                                                              | 55"97   |
| 200 m                | Alessandra Mao                                                              | 2'00"13 | Barbara Leśniewska                                                       | 2'01"09 | Zarina Selimovic                                                                                   | 2'02"73 |
| 400 m                | Sofia Biagi                                                                 | 4'16"28 | Rosalie Mesmacque                                                        | 4'18"06 | Anna Biborka Bartalos                                                                              | 4'19"03 |
| 800 m                | Rosalie Mesmacque                                                           | 8'51"68 | Sofia Biagi                                                              | 8'55"27 | Anna Biborka Bartalos                                                                              | 9'00"37 |
| Dorso                |                                                                             |         |                                                                          |         | |         |
| 100 m                | Irene Ciércoles Galve                                                       | 1'02"17 | Anastasia Hak                                                            | 1'03"13 | Giorgia Barozzi                                                                                    | 1'03"41 |
| 200 m                | Darcey Smith                                                                | 2'14"66 | Anastasia Hak                                                            | 2'16"59 | Hanna Gréta Király                                                                                 | 2'16"94 |
| Rana                 |                                                                             |         |                                                                          |         | |         |
| 100 m                | Izabell Nagy-Benedek                                                        | 1'10"72 | Josie Lawn                                                               | 1'11"61 | Su Yüksel                                                                                          | 1'12"00 |
| 200 m                | Petra Puzsa                                                                 | 2'30"75 | Ela Iscan                                                                | 2'30"80 | Lilli Paier                                                                                        | 2'31"22 |
| Farfalla             |                                                                             |         |                                                                          |         | |         |
| 100 m                | Boróka Kertész                                                              | 1'00"14 | Lydia Cordle                                                             | 1'01"41 | Seher Kaya                                                                                         | 1'01"51 |
| 200 m                | Boróka Kertész                                                              | 2'12"05 | Zerina Vrabac                                                            | 2'15"54 | Michelle Montagnini                                                                                | 2'16"51 |
| Misti                |                                                                             |         |                                                                          |         | |         |
| 200 m                | Barbara Leśniewska                                                          | 2'14"82 | Maria Santana Beneyto                                                    | 2'18"08 | Lilla Hauer                                                                                        | 2'19"09 |
| 400 m                | Maria Santana Beneyto                                                       | 4'54"32 | Lois Child                                                               | 4'54"91 | Nida Omid                                                                                          | 4'54"93 |
| Staffette            |                                                                             |         |                                                                          |         | |         |
| 4x100 m stile libero | Spagna Irene Ciércoles Galve Blanca Codony Candela Arroyo Carlota Rodriguez | 3'47"18 | Italia Alessandra Mao Giorgia Barozzi Sofia Napoli Hannah Oberhauser     | 3'47"45 | Ungheria Angéla Bencsics Kincső Hanna Szabó Zsófia Szalai Boróka Kertész                           | 3'49"60 |
| 4x100 m misti        | Ungheria Hanna Király Izabell Nagy-Benedek Boróka Kertész Kincső Szabó      | 4'11"86 | Italia Giorgia Barozzi Lucrezia Boncio Giorgia Punturieri Alessandra Mao | 4'12"81 | Polonia Ewa Leciejewska Emilia Osadnik Gabriela Bortlisz Barbara Leśniewska Zofia Kowalska-Frączyk | 4'13"89 |

### Misto
| Evento               | Oro | Tempo   | Argento                                                                  | Tempo   | Bronzo                                                                                              | Tempo   |
| -------------------- | --- | ------- | ------------------------------------------------------------------------ | ------- | --------------------------------------------------------------------------------------------------- | ------- |
| 4x100 m stile libero | Italia Jacopo Apicerni Daniele Fiorelli Giorgia Barozzi Alessandra Mao Hannah Oberhauser* Francesco Cecconi* | 3'37"31 | Polonia Hubert Hołub Bartosz Nawrat Barbara Leśniewska Gabriela Bortlisz | 3'38"37 | Gran Bretagna Lois Child Austyn Manley Lydia Cordle Patryk Przyczyna Lili Mundell* Nikolai Sisnett* | 3'39"53 |
| 4x100 m misti        | Italia Francesco Cecconi Vincenzo Maniaci Lucrezia Boncio Alessandra Mao Sofia Biagi* Giorgio Sartori*       | 4'00"42 | Gran Bretagna Patryk Przyczyna Lois Child Lydia Condle Tyler Stone       | 4'00"44 | Spagna Candela Arroyo Sergio Villen Moreno Maria Santana Beneyto Nicolas Astigarrabia Rodriguez     | 4'01"86 |

## Medagliere
Nazione ospitante 
| Pos.   | Paese                       | Oro | Argento | Bronzo | Totale |
| ------ | --------------------------- | --- | ------- | ------ | ------ |
| 1      | Italia                      | 8   | 6       | 3      | 17     |
| 2      | Ungheria                    | 6   | 1       | 5      | 12     |
| 3      | Spagna                      | 4   | 3       | 3      | 10     |
| 4      | Gran Bretagna               | 3   | 6       | 2      | 11     |
| -      | Atleti Individuali Neutrali | 3   | 2       | 0      | 5      |
| 5      | Turchia                     | 3   | 1       | 2      | 6      |
| 6      | Ucraina                     | 2   | 2       | 1      | 5      |
| 7      | Polonia                     | 1   | 3       | 2      | 6      |
| 8      | Romania                     | 1   | 1       | 1      | 3      |
| 9      | Francia                     | 1   | 1       | 0      | 2      |
| 10     | Svizzera                    | 0   | 2       | 1      | 3      |
| 11     | Slovacchia                  | 0   | 2       | 0      | 2      |
| 12     | Israele                     | 0   | 1       | 1      | 2      |
| 13     | Bosnia ed Erzegovina        | 0   | 1       | 0      | 1      |
| 14     | Germania                    | 0   | 0       | 3      | 3      |
| 15     | Austria                     | 0   | 0       | 2      | 2      |
| 15     | Portogallo                  | 0   | 0       | 2      | 2      |
| 15     | Rep. Ceca                   | 0   | 0       | 2      | 2      |
| 18     | Croazia                     | 0   | 0       | 1      | 1      |
| 18     | Grecia                      | 0   | 0       | 1      | 1      |
| Totale | Totale                      | 32  | 32      | 32     | 96     |

1. ↑   Official results, su EYOF Maribor, Luglio 2025. URL consultato il Luglio 2025.